# Паула Сабала
Паула Сабала (ісп. Paula Zabala; нар. 26 січня 1985) — колишня колумбійська тенісистка.
Найвищу одиночну позицію світового рейтингу — 368 місце досягла 22 лютого 2010, парну — 312 місце — 28 грудня 2009 року.
Здобула 7 парних титулів туру ITF.

## Фінали ITF
| турніри $25,000 |
| турніри $10,000 |

### Одиночний розряд: 2 (0–2)
| Результат | Ранг | Дата           | Турнір                 | Покриття | Суперниця      | Рахунок       |
| --------- | ---- | -------------- | ---------------------- | -------- | -------------- | ------------- |
| Поразка   | 1.   | 25 травня 2008 | ITF Манагуа, Нікарагуа | Тверде   | Наталія Россі  | 6–3, 1–6, 4–6 |
| Поразка   | 2.   | 18 жовтня 2009 | ITF Мехіко             | Тверде   | Маколл Гаркінс | 5–7, 4–6      |

### Парний розряд: 13 (7–6)
| Результат | Ранг | Дата             | Турнір                   | Покриття | Партнерка               | Суперниці                                 | Рахунок          |
| --------- | ---- | ---------------- | ------------------------ | -------- | ----------------------- | ----------------------------------------- | ---------------- |
| Поразка   | 1.   | 4 липня 2004     | ITF округ Іньйо, США     | Тверде   | Тетяна Лужанська        | Тамара Енсіна Елісон Оджеда               | 3–6, 3–6         |
| Перемога  | 2.   | 18 вересня 2005  | ITF Матаморос, Мексика   | Тверде   | Даніела Муньос Галлегос | Ана Четник Сторі Твіді-Єйтс               | 6–4, 6–4         |
| Перемога  | 3.   | 7 травня 2006    | ITF Масатлан, Мексика    | Тверде   | Даніела Муньос Галлегос | Єлена Дурисич Андреа Рімінс               | 5–7, 6–3, 6–1    |
| Поразка   | 4.   | 22 липня 2007    | ITF Гамільтон, Канада    | Ґрунт    | Міхаела Юханссон        | Стефані Дюбуа Суріна Де Беер              | w/o              |
| Перемога  | 5.   | 21 червня 2008   | ITF Алкобаса, Португалія | Тверде   | Лєна Литвак             | Верена Пікколо Елісон Шемон               | 6–4, 6–2         |
| Поразка   | 6.   | 20 липня 2008    | ITF Бадахос, Іспанія     | Тверде   | Карен Кастібланко       | Аделін Гонсальвес Крістіна Пейковіч       | 5–7, 5–7         |
| Поразка   | 7.   | 27 липня 2008    | ITF Ла-Корунья, Іспанія  | Тверде   | Карен Кастібланко       | Неуза Сілва Нікол Тіссен                  | 2–6, 2–6         |
| Перемога  | 8.   | 20 вересня 2008  | ITF Чіуауа, Мексика      | Ґрунт    | Лорена Аріас            | Еріка Кларке Даніела Муньос Галлегос      | 2–6, 6–4, [10–5] |
| Перемога  | 9.   | 18 липня 2009    | ITF Богота, Колумбія     | Ґрунт    | Карен Кастібланко       | Марія Фернанда Алвеш Ніколе Клеріко       | 1–6, 6–1, [10–7] |
| Перемога  | 10.  | 3 жовтня 2009    | ITF Хуарес, Мексика      | Ґрунт    | Андреа Коч Бенвенуто    | Лусія Хара Лосано Джанніна Міньєрі        | 6–0, 3–6, [10–4] |
| Поразка   | 11.  | 17 жовтня 2009   | ITF Мехіко               | Тверде   | Андреа Коч Бенвенуто    | Домініка Дьєшкова Даніела Муньос Галлегос | w/o              |
| Поразка   | 12.  | 6 листопада 2009 | ITF Богота, Колумбія     | Ґрунт    | Юліана Лісарасо         | Карен Кастібланко Андреа Коч Бенвенуто    | 3–6, 1–6         |
| Перемога  | 13.  | 6 грудня 2009    | ITF Поса-Ріка, Мексика   | Тверде   | Марія Фернанда Алвеш    | Алессія Камплоне Вікторія Кисельова       | 6–2, 6–0         |